# 누가

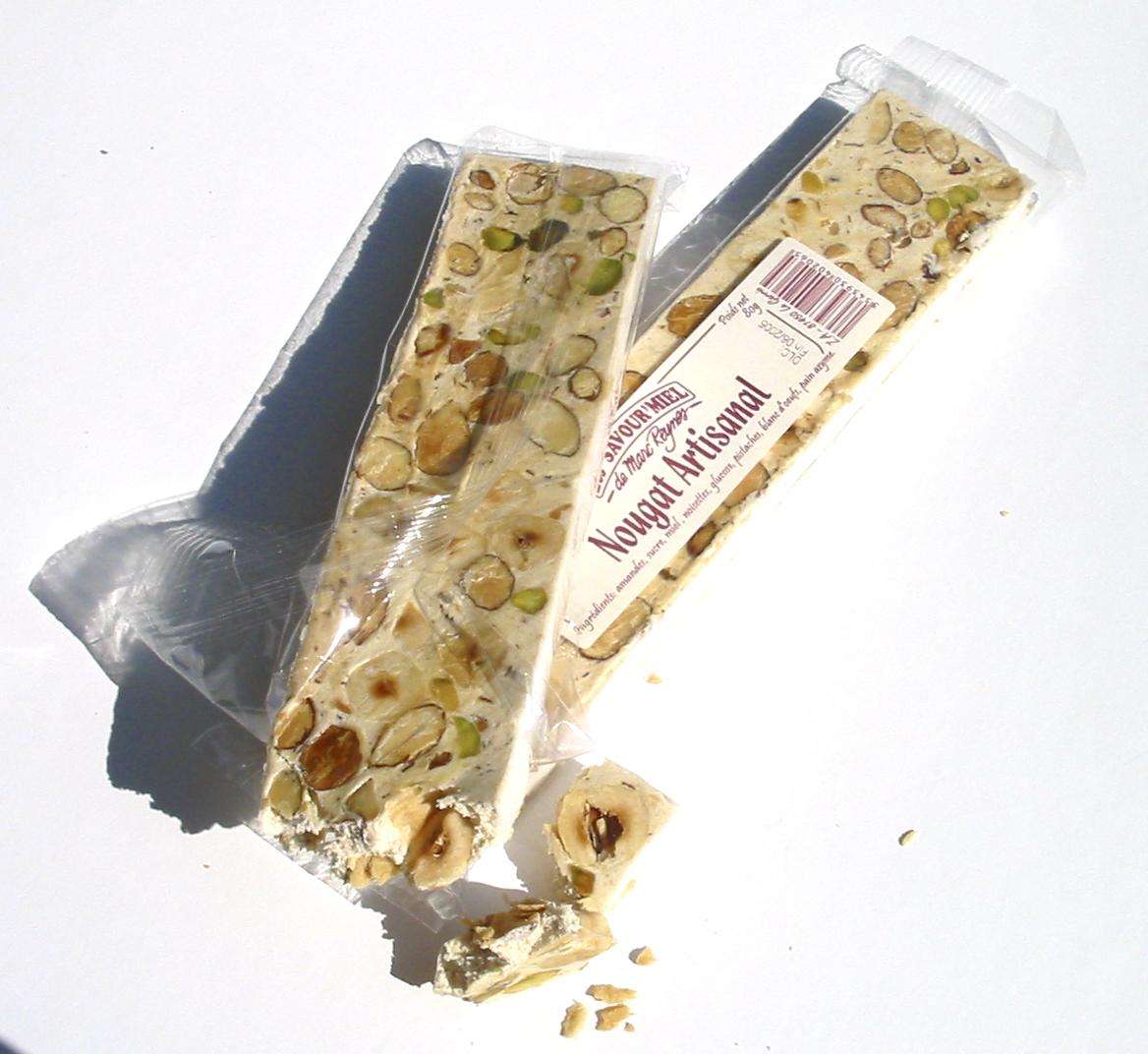
누가바

누가(프랑스어: nougat)는 견과류가 든 프랑스 과자의 일종으로, 8세기 아랍인들이 북아프리카를 통해 이베리아와 프랑스 남부까지 들어왔을 때 받은 영향으로 만들어진 아랍풍 과자다. 스페인에는 이와 유사한 뚜론이 있다.

## 같이 보기
- 초콜릿
- 디비니티
- 가즈
- 할와